# Alcis fortior
Alcis fortior är en fjärilsart som beskrevs av Edward P. Wiltshire. Alcis fortior ingår i släktet Alcis och familjen mätare. Inga underarter finns listade i Catalogue of Life.